# Southern United Football Club
Il Southern United Football Club, già noto come "'Otago United" è una società calcistica di Dunedin, in Nuova Zelanda.

## Storia
Milita nel campionato neozelandese di prima divisione, la ASB Premiership. Gioca le partite casalinghe al Forsyth Barr Stadium. Il suo miglior piazzamento nel massimo campionato neozelandese è stato il 5º posto.